# Campionati mondiali di skeleton 1995
I Campionati mondiali di skeleton 1995, ottava edizione della manifestazione organizzata dalla Federazione Internazionale di Bob e Skeleton, si tennero il 4 ed il 5 marzo 1995 a Lillehammer, in Norvegia, sulla pista omonima, la stessa sulla quale si svolsero le competizioni del bob e dello slittino ai Giochi di Lillehammer 1994; fu disputata unicamente la gara del singolo vinta dallo svizzero Jürg Wenger.

## Risultati

### Singolo
La gara fu disputata il 4 ed il 5 marzo nell'arco di quattro manches e presero parte alla competizione 48 atleti in rappresentanza di 19 differenti nazioni; campione uscente era lo svizzero Gregor Stähli, non presente a questa edizione dei mondiali, ed il titolo fu conquistato dal connazionale Jürg Wenger davanti all'austriaco Christian Auer, già campione iridato ad Igls 1991, ed al canadese Ryan Davenport.
| Pos. | Atleti             | Nazione  | Tempo   | Distacco |
| ---- | ------------------ | -------- | ------- | -------- |
|      | Jürg Wenger        | Svizzera | 3'39"63 |          |
|      | Christian Auer     | Austria  | 3'41"09 | +1"46    |
|      | Ryan Davenport     | Canada   | 3'42"21 | +2"58    |
| 4    | Michael Grünberger | Austria  | 3'42"32 | +2"69    |
| 5    | Willi Schneider    | Germania | 3'42"35 | +2"72    |
| 6    | Franz Plangger     | Austria  | 3'42"37 | +2"74    |
| 7    | Renato Bussola     | Italia   | 3'42"97 | +3"34    |
| 8    | Alexander Müller   | Austria  | 3'43"23 | +3"60    |
| 9    | Urs Vescoli        | Svizzera | 3'43"61 | +3"98    |
| 10   | Felix Poletti      | Svizzera | 3'44"36 | +4"73    |

## Medagliere
| Posizione | Nazione  | Oro | Argento | Bronzo | Totale |
| --------- | -------- | --- | ------- | ------ | ------ |
| 1         | Svizzera | 1   | 0       | 0      | 1      |
| 2         | Austria  | 0   | 1       | 0      | 1      |
| 3         | Canada   | 0   | 0       | 1      | 1      |
| Totale    | Totale   | 1   | 1       | 1      | 3      |